# بوشيني مستدق
بوشيني مستدق (الاسم العلمي: Puccinia acuminata) هو نوع من الفطريات يتبع جنس البوشيني من فصيلة البوشينية.